# 奧托·弗蘭克
奧托·法蘭克（荷蘭語：Otto Frank，1889年5月12日—1980年8月19日），全名奧托·海因里希·“皮姆”·法蘭克（Otto Heinrich "Pim" Frank），生於德國法蘭克福，猶太人，瑞士商人。他是安妮·弗兰克和瑪戈·法蘭克的父亲。作为他家在大屠殺之後唯一幸存的成员，他继承了安妮的日記手稿，並安排了該日记的出版。

## 生平
奥托·弗兰克出生在一个富有的犹太人家庭。在家里身為次子。哥哥是罗伯特·弗兰克（Robert Frank），弟妹分別是赫伯特·弗兰克（Herbert Frank）、海伦妮·（莱尼）·弗兰克（Helene (Leni) Frank）。奥托·弗兰克是知名的家具设计师让-米歇尔·弗兰克）的侄子。奥托·弗兰克也是扎哈里亚斯·弗兰克（Zacharias Frank）的孙子之一。1908年到1909年，奥托·弗兰克在德国海德堡学习经济学，并曾在美国纽约市梅西百货公司工作。
第一次世界大战期间，奥托·弗兰克在德意志帝国军队服役。1915年8月，他在美因茨一个补给站接受训练后，在西线战场的一个炮兵部队服兵役，该部队中的大多数士兵是数学家和测量师。1916年，作为测距员在索姆河战役中配属于步兵，1917年在前线被提升为中尉，随後参加康布雷战役。
战争结束後，他在其家族的银行工作，直到该银行在1930年代初倒闭。1925年5月12日在生日当天，在法兰克福和埃迪特·霍伦德（Edith Holländer）结婚，埃迪特·霍伦德是废金属及工业品供应业务的继承人。他们的長女玛戈·弗兰克在1926年2月16日出生，其後是他们的次女安妮·弗兰克在1929年6月12日出生。
随着纳粹主义思潮在德国的興起，反犹太法令鼓励对犹太人和家庭的攻击，奥托决定将家人疏散到更安全的西欧。1933年8月，他携家人迁居德国亚琛，妻子的母亲住在那里，这次迁居是为最终搬迁到荷兰阿姆斯特丹做准备。1938年，弗兰克一家从德国逃往荷兰。奥托在阿姆斯特丹开設一家“Opekta”公司，出售香料和果胶用于制造果酱。1940年5月德国入侵荷兰后，奥托通过将控制权转移给非犹太人而使他的业务看起来“雅利安化”。
1938年和1941年，奥托·弗兰克试图使家人获得移民到美国或古巴的签证。但由于美国对欧洲移民签证的极为严苛的规定，弗兰克一家和千千万万遭受纳粹迫害的欧洲犹太人都未能获得美国签证（後來他们大部分死在纳粹集中营）。1941年12月1日，古巴给予奥托本人单程签证，但不知道他是否真的拿到了该签证。仅仅十天后，纳粹德国和法西斯意大利对美国宣战，该签证被取消。
1942年7月6日，53岁的奥托·弗兰克将家人藏在Opekta房屋的后方房间（现为安妮·弗兰克之家博物馆）。不久又有几位犹太人也来躲藏。他们的故事被奥托·弗兰克的女儿安妮·弗兰克记录在日记里（即《安妮日记》）。他们在此躲藏两年，直到1944年8月被发现遭到逮捕，这也许是一个匿名叛徒告密者向当局举报，或者是因为当局在调查另一件事时偶然发现。奥托·弗兰克及家人，以及他藏匿的四个人，还有协助藏匿的库格勒（Kugler）、克莱曼（Kleiman）被党卫军官员卡尔·西尔贝鲍尔遭到逮捕被监禁在阿姆斯特丹后，这些犹太人囚犯被送往荷兰的过境集中营韋斯特博克中轉營，最后被送往奥斯威辛集中营。在奥斯威辛集中营期间，奥托·弗兰克写信给他在瑞士的母亲，她于1933年在希特勒上台后逃到瑞士。在奥斯威辛集中营，1944年9月奥托·弗兰克与他的妻子和女儿永远分离。妻子埃迪特·霍伦德在奥斯威辛集中营中去世。兩個女兒玛戈和安妮被转移到伯根-贝尔森集中营，玛戈與安妮在营地被盟军解放前因罹患斑疹伤寒不幸病逝。当奥托·弗兰克于1945年1月27日被苏联红军解放时，他被送到男收留所，发现自己在病房里。他在此后六个月返回荷兰开始寻找他被捕的亲朋好友。到1945年底，他得知妻子與女兒們的命運，也知道自己是那些藏在Opekta房屋内藏身处的人中唯一的幸存者。
次女安妮·弗兰克的過世在1945年夏季被确认后，她遺留的日记和文件被梅普·吉斯交给奥托，这些日记和文件是梅普·吉斯从被搜查过的Opekta房屋内藏身处找到并保护起来。奥托收到之后在一段时间内并没有阅读它们，但最终开始为他在瑞士的亲戚誊写这些文件将它们从荷兰语译出。别人说服他相信安妮的写作揭示许多在纳粹统治下遭受迫害的人的经历敦促他考虑出版。他把日记的文章打印成一部手稿并删改他认为过多涉及家人隐私的部分或太平常以至引不起一般读者兴趣的部分。该手稿交由荷兰历史学家扬·罗梅恩（Jan Romein）阅读，他于1946年4月3日在《Het Parool》报上发表了对该手稿的评论。这吸引阿姆斯特丹接触出版社（Amsterdam's Contact Publishing）的兴趣，并在1946年夏接受出版。奥托被视为该手稿的共同作者。
1947年6月25日，次女安妮的日记的第一个荷兰文版以“Het Achterhuis”（意思是“后宅”）为标题出版。日记出版后大受欢迎。1952年英文译本面世。随后由其改编的戏剧和电影也相继面世。
1953年11月10日在阿姆斯特丹，奥托与过去在阿姆斯特丹时的一位邻居埃尔弗里德·盖林格（Elfriede Geiringer，1905年—1998年）结婚。埃尔弗里德也是奥斯威辛集中营的幸存者。婚后他们双双移居瑞士巴塞尔。在那里奥托拥有家庭包括亲戚的孩子。
为了回应贴在阿姆斯特丹Opekta房屋（也就是弗兰克一家战时的藏身处）上的拆除令，奥托·弗兰克和约翰内斯·克莱曼于1957年5月3日帮助建立安妮·弗兰克基金会，主要目的是保存和恢复该建筑物，允许其向公众开放。在公共捐赠的帮助下该建筑（及其相邻建筑）由基金会购买下来。1960年5月3日该建筑作为博物馆“安妮·弗兰克之家”开幕。
1980年8月19日，奥托·弗兰克因肺癌在瑞士巴塞尔逝世，享年91岁。

## 延伸阅读
- The Diary of a Young Girl, Anne Frank ISBN 0-553-29698-1
- Anne Frank Remembered, Miep Gies and Alison Leslie Gold ISBN 0-671-66234-1
- The Hidden Life of Otto Frank, Carol Ann Lee ISBN 0-670-91331-6
- Roses from the Earth: the biography of Anne Frank, Carol Ann Lee ISBN 0-670-88140-6
- Love, Otto, Cara Wilson ISBN 0-8362-7032-0
- Eva's Story, Eva Schloss ISBN 0-9523716-9-3
- Mirjam Pressler, Treasures From The Attic ISBN 1407231103